# Paraclausithyron
Il paraclausithyron (in greco antico: παρακλαυσίθυρον?, paraklausíthyron, da παρακλαίω, radice παρακλαυ-, "piangere presso", e θύρα, "porta": letteralmente "lamento presso la porta chiusa") è un motivo letterario tipico della poesia elegiaca d'amore greca e romana, ripreso in seguito anche dalla poesia trobadorica della letteratura medievale.
Consiste essenzialmente nel rappresentare l'amante (un exclusus amator, che a volte può essere il poeta stesso) in veglia notturna di fronte alla porta sbarrata della casa del custos, protettore-padrone della donna amata e desiderata; l'amante si lascia andare alla disperazione per il divieto di incontrare la sua domina prima che sopraggiunga l'alba, non esimendosi dal lanciare imprecazioni contro il custos.
Questo luogo poetico è spesso accompagnato da espedienti narrativi, quali il dialogo con la porta, che non vuole aprirsi, come avviene in Catullo, o il monologo della porta stessa (Properzio). Ovidio scrive un paraclausithyron negli Amores, in cui parla con uno schiavo messo a guardia della porta (ianitor). Anche il poeta greco ellenistico Asclepiade in un epigramma affronta questo tema, con un forte rimando ad Alcibiade.
In Properzio e Tibullo la "porta chiusa" rappresenta un ostacolo all'avventura amorosa; al contrario, nell'opera ovidiana, paradossalmente, il custos viene ringraziato, per aver fatto in modo di rendere più focosi e passionali gli incontri tra i due amanti.